# Podium batesianum
Podium batesianum är en biart som beskrevs av W. Schulz 1904. Podium batesianum ingår i släktet Podium och familjen grävsteklar. Inga underarter finns listade i Catalogue of Life.